# Unai Simón
Unai Simón Mendibil (Murguía, Álava, España, 11 de junio de 1997) es un futbolista español que ocupa la posición de portero en el Athletic Club de la Primera División de España.

## Trayectoria

### Inicios
Natural de Murguía, en el municipio de Zuya, comenzó a jugar en su localidad natal en las filas de la AD Zuya de fútbol. Con once años, llamó la atención de Javier Barbero que le reclutó para el Aurrera Vitoria.
En 2011 se incorporó a la cantera del Athletic Club para jugar en su equipo cadete. En diciembre de 2014 debutó con el CD Basconia, segundo filial rojiblanco, en Tercera División. En verano de 2016 ascendió al Bilbao Athletic, que acababa de descender a Segunda B, consolidándose como titular. Durante el mes de enero de 2017 acudió a cuatro convocatorias del primer equipo, como suplente de Gorka Iraizoz, debido a una lesión de Kepa Arrizabalaga. En la temporada 2017-18 continuó como guardameta del filial y, nuevamente, fue convocado en ocho ocasiones por el Athletic Club por los problemas de Kepa.

### Athletic Club
El 27 de julio de 2018 el jugador fue cedido al Elche C. F., siendo repescado tan solo 20 días más tarde (el 15 de agosto), debido a las bajas en la portería tras la marcha de Kepa y a la lesión en pretemporada de Iago Herrerín. En ese periodo disputó tres partidos amistosos con el cuadro ilicitano ante Alcoyano, Granada y Almería.
El 20 de agosto de 2018 debutó con el Athletic Club, en San Mamés, en la victoria por 2 a 1 ante el CD Leganés firmando una gran actuación. El 15 de septiembre, en su tercer partido, fue clave para lograr un empate ante el Real Madrid (1-1). El 29 de septiembre tuvo una destacada actuación en el empate ante el FC Barcelona (1-1), en el Camp Nou, que acabó con una racha de catorce derrotas ligueras consecutivas en el feudo blaugrana. Sin embargo, con la recuperación de Herrerín, Gaizka Garitano le relegó al banquillo el resto de la campaña.
En su segunda campaña se hizo con el puesto de titular, convirtiéndose en uno de los guardametas más destacados de La Liga gracias a sus intervenciones. Además, logró el tercer puesto en el Trofeo Zamora y alcanzó la final de la Copa del Rey 2019-20 que tuvo que ser aplazada un año.
El 25 de enero de 2021 detuvo un penalti al jugador del Getafe, Jaime Mata, con 1 a 1 en el marcador. El 4 de febrero de 2021 fue determinante en la clasificación a semifinales de la Copa del Rey al detener dos de los tres pena en la tanda disputada, en el Benito Villamarín, ante el Real Betis.
Durante la temporada 2021-22 mantuvo su puesto en el once titular, realizando grandes actuaciones, siendo las más destacadas ante el Levante (0-0) y Getafe (0-0). En la siguiente campaña, con la llegada de Ernesto Valverde, mantuvo su rol de titular indiscutible en Liga dando un buen nivel. El 10 de noviembre de 2023, en uno de sus mejores momentos como profesional, detuvo un penalti al delantero Iago Aspas con el marcador igualado ante el club vigués. El 16 de marzo de 2024 paró un penalti al alavesista Luis Rioja que acabó, cuarenta segundos después, en un gol del Athletic Club. Además, consolidó su posición de líder en el Trofeo Zamora y firmó su decimoquinta portería a cero en Liga.
El 6 de abril conquistó su segundo título con el Athletic al derrotar en la final de Copa al RCD Mallorca, aunque no participó en ningún encuentro de la competición copera. El 3 de mayo realizó una destacada actuación frente al Getafe (0-2), donde firmó una nueva portería a cero con un penalti parado a Greenwood en los minutos finales. El 24 de mayo se anunció su renovación hasta junio de 2029. Un día más tarde, frente al Rayo Vallecano en el Estadio de Vallecas, obtuvo el Trofeo Zamora con 33 goles encajados en 36 partidos.De esta manera, se convirtió en el primer portero del Athletic Club que obtuvo dicho reconocimiento desde José Ángel Iribar, quien hizo lo propio en la temporada 1969-1970.
El 18 de julio de 2024 fue operado de una lesión de muñeca, que llevaba arrastrando casi toda la temporada. El 4 de septiembre fue uno de los diez porteros nominados al Trofeo Yashin que entrega France Football. El 28 de octubre se anunció al argentino Dibu Martínez como ganador (276 puntos), siendo Unai segundo clasificado con 213 puntos. El 11 de noviembre le entregaron el Trofeo Zamora de la temporada 2023-24, en una gala a la que acudió junto a Iribar. El 24 de noviembre regresó a la convocatoria en un derbi vasco frente a la Real Sociedad. Cuatro días después fue titular en Liga Europa frente al IF Elfsborg (3-0).Acabó la campaña con 21 partidos de Liga disputados, dejando la portería a cero en diez de esos encuentros que permitieron al club ser el equipo menos goleado de la competición.

## Selección nacional

### Categorías inferiores
Fue internacional con España en categorías sub-19 y sub-21. En julio de 2015 obtuvo su primer título al lograr la Eurocopa sub-19, aunque fue suplente de Antonio Sivera durante todo el torneo. El 1 de septiembre de 2017 debutó con la selección española sub-21 ante Italia. El 30 de junio de 2019 se proclamó campeón de la Eurocopa sub-21, aunque sólo jugó el primer partido de la fase de grupos donde tuvo una controvertida actuación ante la selección italiana.
En junio de 2021 fue convocado por Luis de la Fuente para participar en los Juegos Olímpicos de Tokio 2020 con la selección sub-23. Previo a esa cita, el 17 de julio se jugó un partido de preparación contra el combinado sub-23 de Japón (1-1), en el que Unai Simón jugó casi todo el encuentro de titular, hasta que en el minuto 79 fue relevado por Álvaro Fernández. Simón debutó en el torneo el 22 de julio de 2021, en el primer partido de la fase de grupos contra Egipto, que concluyó con empate a cero. En el segundo partido de la liguilla España logró la victoria por 1-0 contra Australia y en el tercero empató a uno contra Argentina. En este último, Unai Simón salvó a su equipo con dos paradas importantes, pero no pudo hacer nada para evitar el tanto de Belmonte. A pesar del empate, España pasó a los cuartos de final como primera de grupo. En la siguiente ronda venció a Costa de Marfil y logró el pase a semifinales, donde venció a Japón por 1-0. En la final se enfrentó a Brasil, con la que cayó derrotada por 2-1 en la prórroga, obteniendo así la medalla de plata.

### Absoluta
El 20 de agosto de 2020 fue convocado por Luis Enrique para disputar dos partidos de la Liga de Naciones ante Alemania y Ucrania, sin llegar a debutar. El 11 de noviembre de 2020 debutó en un amistoso frente a la selección de los Países Bajos y días después fue titular en la histórica goleada, que le metió España a Alemania (6-0), en el Estadio de La Cartuja de Sevilla. Desde su debut, jugó siete partidos con la selección española de forma ininterrumpida, confirmándose como el portero titular del combinado dirigido por Luis Enrique.
El 24 de mayo de 2021 fue convocado para participar en la Eurocopa 2020, aplazada por la pandemia, estableciéndose como el portero titular en la fase de grupos, en la que se enfrentó a Suecia, Polonia y Eslovaquia, recibiendo tan solo un único gol, el marcado por el polaco Robert Lewandowski. En el partido de octavos de final frente a Croacia (5-3), cometió un error que acabó en gol al no poder controlar un pase atrás de Pedri en el minuto 20. A pesar de ello, completó una gran actuación al realizar tres intervenciones de gran dificultad, incluyendo una a Andrej Kramarić cuando el partido estaba empatado a tres en la prórroga. En los cuartos de final ante Suiza (1-1), el encuentro se decidió en la tanda de penaltis donde detuvo dos de los cuatro lanzamientos, además de contribuir al fallo del último lanzador suizo, que envió el balón por encima de la portería. Al término del encuentro, fue elegido Jugador Más Valioso del encuentro. En la semifinal contra Italia, la selección española volvió a llegar a la tanda de penaltis (1-1). Sin embargo, aunque paró el primer penalti de la tanda, la selección fue eliminada por 4 a 2.
El 6 de octubre de 2021 se tomó la revancha ante Italia (1-2), en las semifinales de la Liga de Naciones, al lograr la clasificación para la final haciendo dos buenas paradas y acabando así con la racha de imbatibilidad de 37 encuentros. El 10 de octubre jugó la final de la Liga de Naciones de la UEFA 2020-21 frente a Francia, que resultó campeona (1-2). El 27 de septiembre de 2022 protagonizó cuatro paradas de mérito ante Portugal (0-1), en Braga, para lograr el pase a la fase final de la Liga de Naciones 2022-23.
El 11 de noviembre fue convocado para participar en el Mundial de Catar 2022, siendo el quinto guardameta de la historia del Athletic Club en acudir a la cita mundialista tras Carmelo (1962), Iribar (1966), Zubizarreta (1986) y Kepa (2018). El 23 de noviembre fue titular en la goleada frente a Costa Rica (7-0). El 6 de diciembre, en los octavos de final ante Marruecos, cayó eliminado en la tanda de penaltis a pesar de detener uno de los cuatro penaltis. El 18 de junio de 2023 se proclamó campeón de la Liga de Naciones, siendo decisivo al detener dos lanzamientos en la tanda de penaltis ante Croacia.
El 27 de mayo de 2024 fue convocado para disputar la Eurocopa en Alemania. El 15 de junio, en su primer partido del torneo, detuvo un penalti a Bruno Petković en los minutos finales.Fue titular en seis de los siete partidos del torneo, que acabó con la conquista del título tras derrotar a Inglaterra en la final del 14 de julio (2-1).

El 23 de marzo de 2025 detuvo uno de los penaltis de la tanda frente a Países Bajos, contribuyendo así al pase a la fase final de la Liga de Naciones. Al ganar su tercera tanda de penaltis, se convirtió en el segundo guardameta nacional con más tandas superadas solo por detrás de Iker Casillas (cuatro) y en el portero con más penaltis detenidos, con siete.El 5 de junio completó una gran actuación, en las semifinales de la Liga de Naciones, frente a Francia (5-4).
| \| nº \| Fecha \| Competición \| Local \| Resultado \| Visitante \| Estadio \| \| ---- \| ------------------------ \| ------------------------------- \| --------------- \| ------------- \| ----------------- \| ----------------------------------------------- \| \| 1.º \| 11 de noviembre de 2020 \| Amistoso \| Países Bajos \| 1-1 \| España \| Johan Cruyff Arena (Ámsterdam, Países Bajos) \| \| 2.º \| 14 de noviembre de 2020 \| Liga de Naciones 2020-21 \| Suiza \| 1-1 \| España \| St. Jakob-Park (Basilea, Suiza) \| \| 3.º \| 17 de noviembre de 2020 \| Liga de Naciones 2020-21 \| España \| 6-0 \| Alemania \| Estadio de La Cartuja (Sevilla, España) \| \| 4.º \| 25 de marzo de 2021 \| Clasificación Copa Mundial 2022 \| España \| 1-1 \| Grecia \| Nuevo Estadio de Los Cármenes (Granada, España) \| \| 5.º \| 28 de marzo de 2021 \| Clasificación Copa Mundial 2022 \| Georgia \| 1-2 \| España \| Estadio Borís Paichadze (Tiflis, Georgia) \| \| 6.º \| 31 de marzo de 2021 \| Clasificación Copa Mundial 2022 \| España \| 3-1 \| Kosovo \| Estadio de La Cartuja (Sevilla, España) \| \| 7.º \| 4 de junio de 2021 \| Amistoso \| España \| 0-0 \| Portugal \| Wanda Metropolitano (Madrid, España) \| \| 8.º \| 14 de junio de 2021 \| Eurocopa 2020 \| España \| 0-0 \| Suecia \| Estadio de La Cartuja (Sevilla, España) \| \| 9.º \| 19 de junio de 2021 \| Eurocopa 2020 \| España \| 1-1 \| Polonia \| Estadio de La Cartuja (Sevilla, España) \| \| 10.º \| 23 de junio de 2021 \| Eurocopa 2020 \| Eslovaquia \| 0-5 \| España \| Estadio de La Cartuja (Sevilla, España) \| \| 11.º \| 28 de junio de 2021 \| Eurocopa 2020 \| Croacia \| 3-5 \| España \| Parken Stadium (Copenhague, Dinamarca) \| \| 12.º \| 2 de julio de 2021 \| Eurocopa 2020 \| Suiza \| 1-1 (1-3 p.) \| España \| Estadio Krestovski (San Petersburgo, Rusia) \| \| 13.º \| 6 de julio de 2021 \| Eurocopa 2020 \| Italia \| 1-1 (4-2 p.) \| España \| Estadio de Wembley (Londres, Inglaterra) \| \| 14.º \| 2 de septiembre de 2021 \| Clasificación Copa Mundial 2022 \| Suecia \| 2-1 \| España \| Friends Arena (Solna, Suecia) \| \| 15.º \| 5 de septiembre de 2021 \| Clasificación Copa Mundial 2022 \| España \| 4-0 \| Georgia \| Estadio Nuevo Vivero (Badajoz, España) \| \| 16.º \| 8 de septiembre de 2021 \| Clasificación Copa Mundial 2022 \| Kosovo \| 0-2 \| España \| Estadio Fadil Vokrri (Pristina, Kosovo) \| \| 17.º \| 6 de octubre de 2021 \| Liga de Naciones 2020-21 \| Italia \| 1-2 \| España \| San Siro (Milán, Italia) \| \| 18.º \| 10 de octubre de 2021 \| Liga de Naciones 2020-21 \| España \| 1-2 \| Francia \| San Siro (Milán, Italia) \| \| 19.º \| 11 de noviembre de 2021 \| Clasificación Copa Mundial 2022 \| Grecia \| 0-1 \| España \| Estadio Olímpico de Atenas (Atenas, Grecia) \| \| 20.º \| 14 de noviembre de 2021 \| Clasificación Copa Mundial 2022 \| España \| 1-0 \| Suecia \| Estadio de La Cartuja (Sevilla, España) \| \| 21.º \| 29 de marzo de 2022 \| Amistoso \| España \| 5-0 \| Islandia \| Estadio de Riazor (La Coruña, España) \| \| 22.º \| 2 de junio de 2022 \| Liga de Naciones 2022-23 \| España \| 1-1 \| Portugal \| Estadio Benito Villamarín (Sevilla, España) \| \| 23.º \| 5 de junio de 2022 \| Liga de Naciones 2022-23 \| República Checa \| 2-2 \| España \| Generali Arena (Praga, República Checa) \| \| 24.º \| 9 de junio de 2022 \| Liga de Naciones 2022-23 \| Suiza \| 0-1 \| España \| Stade de Genève (Ginebra, Suiza) \| \| 25.º \| 12 de junio de 2022 \| Liga de Naciones 2022-23 \| España \| 2-0 \| República Checa \| Estadio La Rosaleda (Málaga, España) \| \| 26.º \| 24 de septiembre de 2022 \| Liga de Naciones 2022-23 \| España \| 1-2 \| Suiza \| Estadio de La Romareda (Zaragoza, España) \| \| 27.º \| 27 de septiembre de 2022 \| Liga de Naciones 2022-23 \| Portugal \| 0-1 \| España \| Estadio Municipal de Braga (Braga, Portugal) \| \| 28.º \| 23 de noviembre de 2022 \| Copa Mundial 2022 \| España \| 7-0 \| Costa Rica \| Estadio Al Thumama (Doha, Catar) \| \| 29.º \| 27 de noviembre de 2022 \| Copa Mundial 2022 \| España \| 1-1 \| Alemania \| Estadio Al Bayt (Jor, Catar) \| \| 30.º \| 1 de diciembre de 2022 \| Copa Mundial 2022 \| Japón \| 2-1 \| España \| Estadio Internacional Jalifa (Doha, Catar) \| \| 31.º \| 6 de diciembre de 2022 \| Copa Mundial 2022 \| Marruecos \| 0-0 (3-0 p.) \| España \| Estadio Ciudad de la Educación (Rayán, Catar) \| \| 32.º \| 15 de junio de 2023 \| Liga de Naciones 2022-23 \| España \| 2-1 \| Italia \| De Grolsch Veste (Enschede, Países Bajos) \| \| 33.º \| 18 de junio de 2023 \| Liga de Naciones 2022-23 \| Croacia \| 0-0 (4-5 p.) \| España \| Johan Cruyff Arena (Ámsterdam, Países Bajos) \| \| 34.º \| 8 de septiembre de 2023 \| Clasificación Eurocopa 2024 \| Georgia \| 1-7 \| España \| Estadio Borís Paichadze (Tiflis, Georgia) \| \| 35.º \| 12 de septiembre de 2023 \| Clasificación Eurocopa 2024 \| España \| 6-0 \| Chipre \| Nuevo Estadio de Los Cármenes (Granada, España) \| \| 36.º \| 12 de octubre de 2023 \| Clasificación Eurocopa 2024 \| España \| 2-0 \| Escocia \| Estadio de La Cartuja (Sevilla, España) \| \| 37.º \| 15 de octubre de 2023 \| Clasificación Eurocopa 2024 \| Noruega \| 0-1 \| España \| Ullevaal Stadion (Oslo, Noruega) \| \| 38.º \| 19 de noviembre de 2023 \| Clasificación Eurocopa 2024 \| España \| 3-1 \| Georgia \| Estadio José Zorrilla (Valladolid, España) \| \| 39.º \| 26 de marzo de 2024 \| Amistoso \| España \| 3-3 \| Brasil \| Estadio Santiago Bernabéu (Madrid, España) \| \| 40.º \| 8 de junio de 2024 \| Amistoso \| España \| 5-1 \| Irlanda del Norte \| Estadio Mallorca Son Moix (Mallorca, España) \| \| 41.º \| 15 de junio de 2024 \| Eurocopa 2024 \| España \| 3-0 \| Croacia \| Estadio Olímpico de Berlín (Berlín, Alemania) \| \| 42.º \| 20 de junio de 2024 \| Eurocopa 2024 \| España \| 1-0 \| Italia \| Arena AufSchalke (Gelsenkirchen, Alemania) \| \| 43.º \| 30 de junio de 2024 \| Eurocopa 2024 \| España \| 4-1 \| Georgia \| Estadio Rhein Energie (Colonia, Alemania) \| \| 44.º \| 5 de julio de 2024 \| Eurocopa 2024 \| Alemania \| 1-1 (1-2 pr.) \| España \| MHPArena (Stuttgart, Alemania) \| \| 45.º \| 9 de julio de 2024 \| Eurocopa 2024 \| España \| 2-1 \| Francia \| Allianz Arena (Múnich, Alemania) \| \| 46.º \| 14 de julio de 2024 \| Eurocopa 2024 \| España \| 2-1 \| Inglaterra \| Estadio Olímpico de Berlín (Berlín, Alemania) \| \| 47.º \| 20 de marzo de 2025 \| Liga de Naciones 2024-25 \| Países Bajos \| 2-2 \| España \| Stadion Feijenoord (Róterdam, Países Bajos) \| \| 48.º \| 23 de marzo de 2025 \| Liga de Naciones 2024-25 \| España \| 3-3 (5-4 p.) \| Países Bajos \| Mestalla (Valencia, Países Bajos) \| \| 49.º \| 5 de junio de 2025 \| Liga de Naciones 2024-25 \| España \| 5-4 \| Francia \| MHPArena (Stuttgart, Alemania) \| \| 50.º \| 8 de junio de 2025 \| Liga de Naciones 2024-25 \| Portugal \| 2-2 (5-3 p.) \| España \| Allianz Arena (Múnich, Alemania) \| |                          |                                 |                 |               |                   |                                                 |
| nº | Fecha                    | Competición                     | Local           | Resultado     | Visitante         | Estadio                                         |
| 1.º | 11 de noviembre de 2020  | Amistoso                        | Países Bajos    | 1-1           | España            | Johan Cruyff Arena (Ámsterdam, Países Bajos)    |
| 2.º | 14 de noviembre de 2020  | Liga de Naciones 2020-21        | Suiza           | 1-1           | España            | St. Jakob-Park (Basilea, Suiza)                 |
| 3.º | 17 de noviembre de 2020  | Liga de Naciones 2020-21        | España          | 6-0           | Alemania          | Estadio de La Cartuja (Sevilla, España)         |
| 4.º | 25 de marzo de 2021      | Clasificación Copa Mundial 2022 | España          | 1-1           | Grecia            | Nuevo Estadio de Los Cármenes (Granada, España) |
| 5.º | 28 de marzo de 2021      | Clasificación Copa Mundial 2022 | Georgia         | 1-2           | España            | Estadio Borís Paichadze (Tiflis, Georgia)       |
| 6.º | 31 de marzo de 2021      | Clasificación Copa Mundial 2022 | España          | 3-1           | Kosovo            | Estadio de La Cartuja (Sevilla, España)         |
| 7.º | 4 de junio de 2021       | Amistoso                        | España          | 0-0           | Portugal          | Wanda Metropolitano (Madrid, España)            |
| 8.º | 14 de junio de 2021      | Eurocopa 2020                   | España          | 0-0           | Suecia            | Estadio de La Cartuja (Sevilla, España)         |
| 9.º | 19 de junio de 2021      | Eurocopa 2020                   | España          | 1-1           | Polonia           | Estadio de La Cartuja (Sevilla, España)         |
| 10.º | 23 de junio de 2021      | Eurocopa 2020                   | Eslovaquia      | 0-5           | España            | Estadio de La Cartuja (Sevilla, España)         |
| 11.º | 28 de junio de 2021      | Eurocopa 2020                   | Croacia         | 3-5           | España            | Parken Stadium (Copenhague, Dinamarca)          |
| 12.º | 2 de julio de 2021       | Eurocopa 2020                   | Suiza           | 1-1 (1-3 p.)  | España            | Estadio Krestovski (San Petersburgo, Rusia)     |
| 13.º | 6 de julio de 2021       | Eurocopa 2020                   | Italia          | 1-1 (4-2 p.)  | España            | Estadio de Wembley (Londres, Inglaterra)        |
| 14.º | 2 de septiembre de 2021  | Clasificación Copa Mundial 2022 | Suecia          | 2-1           | España            | Friends Arena (Solna, Suecia)                   |
| 15.º | 5 de septiembre de 2021  | Clasificación Copa Mundial 2022 | España          | 4-0           | Georgia           | Estadio Nuevo Vivero (Badajoz, España)          |
| 16.º | 8 de septiembre de 2021  | Clasificación Copa Mundial 2022 | Kosovo          | 0-2           | España            | Estadio Fadil Vokrri (Pristina, Kosovo)         |
| 17.º | 6 de octubre de 2021     | Liga de Naciones 2020-21        | Italia          | 1-2           | España            | San Siro (Milán, Italia)                        |
| 18.º | 10 de octubre de 2021    | Liga de Naciones 2020-21        | España          | 1-2           | Francia           | San Siro (Milán, Italia)                        |
| 19.º | 11 de noviembre de 2021  | Clasificación Copa Mundial 2022 | Grecia          | 0-1           | España            | Estadio Olímpico de Atenas (Atenas, Grecia)     |
| 20.º | 14 de noviembre de 2021  | Clasificación Copa Mundial 2022 | España          | 1-0           | Suecia            | Estadio de La Cartuja (Sevilla, España)         |
| 21.º | 29 de marzo de 2022      | Amistoso                        | España          | 5-0           | Islandia          | Estadio de Riazor (La Coruña, España)           |
| 22.º | 2 de junio de 2022       | Liga de Naciones 2022-23        | España          | 1-1           | Portugal          | Estadio Benito Villamarín (Sevilla, España)     |
| 23.º | 5 de junio de 2022       | Liga de Naciones 2022-23        | República Checa | 2-2           | España            | Generali Arena (Praga, República Checa)         |
| 24.º | 9 de junio de 2022       | Liga de Naciones 2022-23        | Suiza           | 0-1           | España            | Stade de Genève (Ginebra, Suiza)                |
| 25.º | 12 de junio de 2022      | Liga de Naciones 2022-23        | España          | 2-0           | República Checa   | Estadio La Rosaleda (Málaga, España)            |
| 26.º | 24 de septiembre de 2022 | Liga de Naciones 2022-23        | España          | 1-2           | Suiza             | Estadio de La Romareda (Zaragoza, España)       |
| 27.º | 27 de septiembre de 2022 | Liga de Naciones 2022-23        | Portugal        | 0-1           | España            | Estadio Municipal de Braga (Braga, Portugal)    |
| 28.º | 23 de noviembre de 2022  | Copa Mundial 2022               | España          | 7-0           | Costa Rica        | Estadio Al Thumama (Doha, Catar)                |
| 29.º | 27 de noviembre de 2022  | Copa Mundial 2022               | España          | 1-1           | Alemania          | Estadio Al Bayt (Jor, Catar)                    |
| 30.º | 1 de diciembre de 2022   | Copa Mundial 2022               | Japón           | 2-1           | España            | Estadio Internacional Jalifa (Doha, Catar)      |
| 31.º | 6 de diciembre de 2022   | Copa Mundial 2022               | Marruecos       | 0-0 (3-0 p.)  | España            | Estadio Ciudad de la Educación (Rayán, Catar)   |
| 32.º | 15 de junio de 2023      | Liga de Naciones 2022-23        | España          | 2-1           | Italia            | De Grolsch Veste (Enschede, Países Bajos)       |
| 33.º | 18 de junio de 2023      | Liga de Naciones 2022-23        | Croacia         | 0-0 (4-5 p.)  | España            | Johan Cruyff Arena (Ámsterdam, Países Bajos)    |
| 34.º | 8 de septiembre de 2023  | Clasificación Eurocopa 2024     | Georgia         | 1-7           | España            | Estadio Borís Paichadze (Tiflis, Georgia)       |
| 35.º | 12 de septiembre de 2023 | Clasificación Eurocopa 2024     | España          | 6-0           | Chipre            | Nuevo Estadio de Los Cármenes (Granada, España) |
| 36.º | 12 de octubre de 2023    | Clasificación Eurocopa 2024     | España          | 2-0           | Escocia           | Estadio de La Cartuja (Sevilla, España)         |
| 37.º | 15 de octubre de 2023    | Clasificación Eurocopa 2024     | Noruega         | 0-1           | España            | Ullevaal Stadion (Oslo, Noruega)                |
| 38.º | 19 de noviembre de 2023  | Clasificación Eurocopa 2024     | España          | 3-1           | Georgia           | Estadio José Zorrilla (Valladolid, España)      |
| 39.º | 26 de marzo de 2024      | Amistoso                        | España          | 3-3           | Brasil            | Estadio Santiago Bernabéu (Madrid, España)      |
| 40.º | 8 de junio de 2024       | Amistoso                        | España          | 5-1           | Irlanda del Norte | Estadio Mallorca Son Moix (Mallorca, España)    |
| 41.º | 15 de junio de 2024      | Eurocopa 2024                   | España          | 3-0           | Croacia           | Estadio Olímpico de Berlín (Berlín, Alemania)   |
| 42.º | 20 de junio de 2024      | Eurocopa 2024                   | España          | 1-0           | Italia            | Arena AufSchalke (Gelsenkirchen, Alemania)      |
| 43.º | 30 de junio de 2024      | Eurocopa 2024                   | España          | 4-1           | Georgia           | Estadio Rhein Energie (Colonia, Alemania)       |
| 44.º | 5 de julio de 2024       | Eurocopa 2024                   | Alemania        | 1-1 (1-2 pr.) | España            | MHPArena (Stuttgart, Alemania)                  |
| 45.º | 9 de julio de 2024       | Eurocopa 2024                   | España          | 2-1           | Francia           | Allianz Arena (Múnich, Alemania)                |
| 46.º | 14 de julio de 2024      | Eurocopa 2024                   | España          | 2-1           | Inglaterra        | Estadio Olímpico de Berlín (Berlín, Alemania)   |
| 47.º | 20 de marzo de 2025      | Liga de Naciones 2024-25        | Países Bajos    | 2-2           | España            | Stadion Feijenoord (Róterdam, Países Bajos)     |
| 48.º | 23 de marzo de 2025      | Liga de Naciones 2024-25        | España          | 3-3 (5-4 p.)  | Países Bajos      | Mestalla (Valencia, Países Bajos)               |
| 49.º | 5 de junio de 2025       | Liga de Naciones 2024-25        | España          | 5-4           | Francia           | MHPArena (Stuttgart, Alemania)                  |
| 50.º | 8 de junio de 2025       | Liga de Naciones 2024-25        | Portugal        | 2-2 (5-3 p.)  | España            | Allianz Arena (Múnich, Alemania)                |

### Participaciones en Copas del Mundo
| Mundial           | Sede  | Resultado        | P.J. | G.R. |
| ----------------- | ----- | ---------------- | ---- | ---- |
| Copa Mundial 2022 | Catar | Octavos de final | 4    | 3    |

### Participación en Eurocopas
| Eurocopa                | Sede     | Resultado   | P.J. | G.R. |
| ----------------------- | -------- | ----------- | ---- | ---- |
| Eurocopa Sub-19 de 2015 | Grecia   | Campeón     | 0    | 0    |
| Eurocopa Sub-21 de 2019 | Italia   | Campeón     | 1    | 3    |
| Eurocopa 2020           | Europa   | Semifinales | 6    | 6    |
| Eurocopa 2024           | Alemania | Campeón     | 6    | 4    |

### Participación en los Juegos Olímpicos
| Juegos Olímpicos               | Sede  | Resultado        |
| ------------------------------ | ----- | ---------------- |
| Juegos Olímpicos de Tokio 2020 | Tokio | Medalla de plata |

## Estadísticas

### Clubes
Actualizado al último partido disputado el 18 de mayo de 2025.
| Club                     | Liga          | Temporada     | Liga | Liga | Liga  | Copas | Copas | Europa | Europa | Total | Total | Total |
| Club                     | Liga          | Temporada     | P.J. | G.R. | Coef. | P.J.  | G.R.  | P.J.   | G.R.   | P.J.  | G.R.  | Coef. |
| ------------------------ | ------------- | ------------- | ---- | ---- | ----- | ----- | ----- | ------ | ------ | ----- | ----- | ----- |
| Bilbao Athletic · España | 2.ª B         | 2016-17       | 29   | 23   | 0,79  | —     | —     | —      | —      | 29    | 23    | 0,79  |
| Bilbao Athletic · España | 2.ª B         | 2017-18       | 31   | 21   | 0,67  | —     | —     | —      | —      | 31    | 21    | 0,67  |
| Bilbao Athletic · España | Total club    | Total club    | 60   | 44   | 0,73  | 0     | 0     | 0      | 0      | 60    | 44    | 0,73  |
| Athletic Club · España   | 1.ª           | 2018-19       | 7    | 13   | n/a   | 4     | 3     | —      | —      | 11    | 16    | n/a   |
| Athletic Club · España   | 1.ª           | 2019-20       | 34   | 29   | 0,85  | 4     | 3     | —      | —      | 38    | 32    | 0,84  |
| Athletic Club · España   | 1.ª           | 2020-21       | 37   | 40   | 1,08  | 6     | 10    | —      | —      | 43    | 50    | 1,16  |
| Athletic Club · España   | 1.ª           | 2021-22       | 34   | 31   | 0,91  | 2     | 3     | —      | —      | 36    | 34    | 0,94  |
| Athletic Club · España   | 1.ª           | 2022-23       | 31   | 37   | 1,19  | 0     | 0     | —      | —      | 31    | 37    | 1,19  |
| Athletic Club · España   | 1.ª           | 2023-24       | 36   | 33   | 0,91  | 0     | 0     | —      | —      | 36    | 33    | 0,91  |
| Athletic Club · España   | 1.ª           | 2024-25       | 21   | 14   | 0,66  | 1     | 2     | 1      | 0      | 23    | 16    | 0,69  |
| Athletic Club · España   | 1.ª           | 2025-26       | 1    | 2    | 0     | 0     | 0     | 0      | 0      | 1     | 2     | 0     |
| Athletic Club · España   | Total club    | Total club    | 201  | 203  | 1     | 17    | 21    | 1      | 0      | 219   | 224   | 1     |
| Total carrera            | Total carrera | Total carrera | 261  | 243  | 0,91  | 17    | 21    | 1      | 0      | 279   | 268   | 0,94  |

## Palmarés

### Títulos nacionales
| Título              | Equipo        | País   | Año  |
| ------------------- | ------------- | ------ | ---- |
| Supercopa de España | Athletic Club | España | 2021 |
| Copa del Rey        | Athletic Club | España | 2024 |

### Trofeos regionales
| Título                 | Equipo        | Comunidad Autónoma | Año  |
| ---------------------- | ------------- | ------------------ | ---- |
| Euskal Herriko Txapela | Athletic Club | País Vasco         | 2022 |
| Euskal Herriko Txapela | Athletic Club | País Vasco         | 2024 |

### Títulos internacionales
| Título                      | Equipo        | Sede         | Año  |
| --------------------------- | ------------- | ------------ | ---- |
| Eurocopa Sub-19             | España sub-19 | Grecia       | 2015 |
| Eurocopa Sub-21             | España sub-21 | Italia       | 2019 |
| Juegos Olímpicos            | España sub-23 | Tokio        | 2020 |
| Liga de Naciones de la UEFA | España        | Países Bajos | 2023 |
| Eurocopa                    | España        | Alemania     | 2024 |

### Títulos individuales
| Título        | Equipo        | País   | Año  |
| ------------- | ------------- | ------ | ---- |
| Trofeo Zamora | Athletic Club | España | 2024 |

### Reconocimientos
| Reconocimiento                                                                   | Año  |
| -------------------------------------------------------------------------------- | ---- |
| Seleccionado en el Once de Plata del Fútbol Draft.                               | 2016 |
| Seleccionado en el Once de Oro del Fútbol Draft.                                 | 2017 |
| Elegido por la UEFA como uno de los 50 jugadores a seguir.                       | 2019 |
| Elegido por la UEFA en el once revelación de La Liga 2019-20.                    | 2020 |
| MVP del partido Suiza - España de los cuartos de final de la Eurocopa 2020.      | 2021 |
| Seleccionado en el Team Of The Season de La Liga 2023-24 por LaLiga y EA Sports. | 2024 |
| Segundo clasificado en el Trofeo Yashin                                          | 2024 |

## Vida personal
Su familia paterna es natural del pueblo zamorano de San Marcial. Es sobrino segundo del periodista y escritor Pedro Simón.